# Canal de la Gimone
 (juillet 2025).
Si vous disposez d'ouvrages ou d'articles de référence ou si vous connaissez des sites web de qualité traitant du thème abordé ici, merci de compléter l'article en donnant les références utiles à sa vérifiabilité et en les liant à la section « Notes et références ».
Le canal de la Gimone est un canal d'irrigation de France situé dans le département des Hautes-Pyrénées, sur le plateau de Lannemezan. Alimenté par le canal de la Neste, il se dirige vers le nord-est pour alimenter via des embranchements plusieurs cours d'eau dont la Seygouade, la Gesse, le Cier, la Gimone et l'Arrats par le canal de l'Arrat,.